# IJsselveld-West
IJsselveld-West is een buurt van IJsselstein, in de Nederlandse provincie Utrecht. De wijk heeft 2825 inwoners (2023).. 
De buurt grenst met de klok mee aan de buurten Landelijk gebied Noord, gemeente Utrecht, IJsselveld-Oost, Oranjekwartier en IJsseloevers. In de buurt zijn meerdere deelgebieden te onderscheiden die een eigen thema hebben dat terugkomt in de straatnamen. Zo zijn er gebieden met als thema Planeten en Edelstenen. Laatstgenoemde gebied loopt door in de naastgelegen buurt IJsselveld-Oost. Door het gebied voert de Noord-IJsseldijk.

## Geschiedenis
De buurt is grotendeels gebouwd in de jaren 70 van de 20e eeuw in de Polder IJsselveld of IJsselveldse polder en de aangrenzende uiterwaarden van de Hollandse IJssel. Daarvoor kende het gebied een voornamelijk agrarische functie met enkele boerderijen. 

## Voorzieningen
In de noordwestelijke hoek van de buurt bevindt zich Sportpark IJsseloever dat aan diverse sportverenigingen onderdak biedt. Verderop in de wijk bevindt zich tevens een sporthal. Aan de zuidzijde van de wijk bevindt zich voorts winkelcentrum De Clickhoeff. 

## Openbaar Vervoer
Aan de zuidzijde van de buurt bevindt zich het tracé van de Utrechtse Sneltram met de halte Clinckhoeff nabij het gelijkluidende winkelcentrum.
Stad: IJsselstein      Buurtschappen: Achtersloot · Klaphek · Knollemanshoek (deels)

Woonwijken: Centrum · Noord · West · Zuid

Woonbuurten: Binnenstad · Nieuwpoort · Groenvliet · Kasteelkwartier · Europakwartier · Oranjekwartier · IJsselveld-Oost · IJsselveld-West · IJsseloevers · Hazenveld en Overwaard · Panoven · De Hoven en De Boomgaard · De Tuinen · Het Hart · De Wereldsteden · De Rivieren · Het Staatse · Benschopperpoort en Het Podium · Achterveld-Zuid · Achterveld-West · Achterveld-Noord · Achterveld-Oost · Eiterse Waard · Landelijk gebied Noord · Landelijk gebied Zuid

Overige buurten: Rijpickerwaard · Paardenveld · Over Oudland · Industrieterrein Lage Dijk · Bedrijventerrein De Corridor
Utrecht · Plaatsen in de provincie      Nederland · Provincies · Gemeenten